# André Gegout
André Gegout (ur. 9 lutego 1904 w Gérardmer, zm. 10 lutego 1976 tamże) – francuski łyżwiarz szybki, olimpijczyk.

## Występy na IO
| Rok  | Igrzyska Olimpijskie | Konkurencja | Miejsce |
| 1924 | Chamonix             | 500 m       | 20.     |
| 1924 | Chamonix             | 1500 m      | 16.     |
| 1924 | Chamonix             | 5000 m      | 18.     |
| 1924 | Chamonix             | 10 000 m    | 15.     |
| 1924 | Chamonix             | wielobój    | 9.      |